# مضيق تارتاري

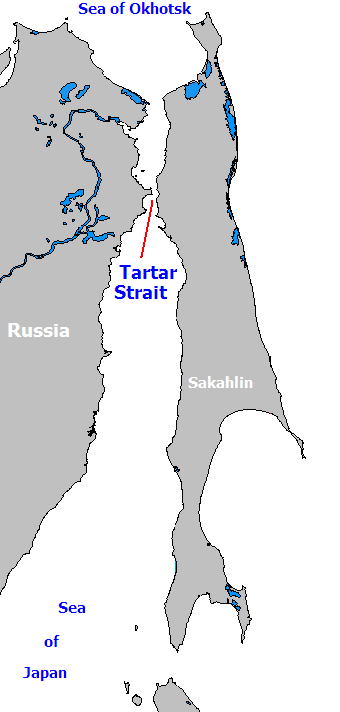
يربط مضيق تارتاري بين بحر أوخوستوسك (Okhostsk) وبحر اليابان.

مضيق تارتاري (بالإنجليزية: Strait of Tartary) (خليج تارتاري، خليج تارتاري، مضيق تارتار (Tartar)، مضيق تارتار، مضيق تارتار، كذلك بالصينية: 韃靼海峽، واليابانية: 間宮海峡، مضيق ماميا (Mamiya)، وبالروسية Татарский пролив) عبارة عن مضيق في المحيط الهادئ يفصل جزيرة سخالين الروسية عن أراضي البر الرئيسي لـ آسيا (جنوب شرق روسيا)، ويصل بحر أوخوتسك في الشمال ببحر اليابان في الجنوب. وطوله 900 كم، [بحاجة لمصدر] وعمقه بين 4–20 م، وعرضه 7.3 كم عند أضيق نقطة له.

## معلومات تاريخية

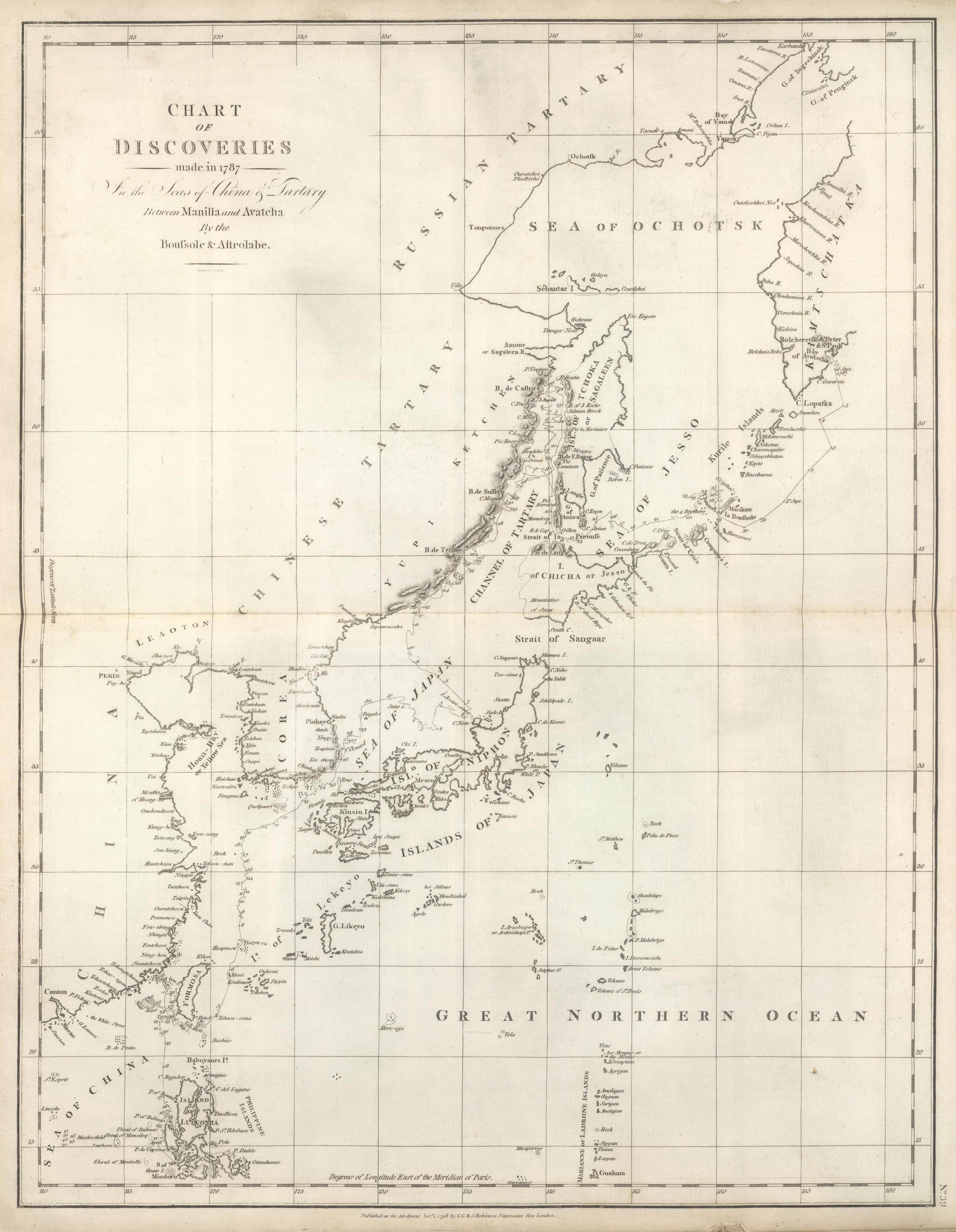
تم منح امتياز سواحل "قناة تارتاري" من خلال لابيروز في عام 1787. وقد تم إطلاق اسم «تارتاري الصينية» على الأراضي المجاورة لها من ناحية الغرب

وقد استخدم الاسم التارتار لفترة طويلة من قبل الأوروبيين للإشارة إلى أشخاص متنوعين من آسيا الداخلية وآسيا الشمالية. ومنذ ارتقاء المانشو في عام 1644، تم استخدم اسم «التارتار» للإشارة إليهم كذلك، وأصبحت منشوريا (Manchuria) (ومنغوليا (Mongolia)) مشهورة لدى الأوروبيين باسم «تارتاري الصينية». وبناءً على ذلك، عندما منح لابيروز معظم المضيق بين سخالين والبر «تارتاري الصينية» في عام 1787، أصبح هذا الكيان المائي يحمل اسم مضيق (أو قناة أو خليج) تارتاري.
وفي اليابان، يسمى المضيق باسم ماميا رينزو (Mamiya Rinzō)، الذي سافر إلى المضيق في عام 1808 حيث تم تقديم هذا الاسم من خلال فيليب فرانز فون سيبولد (Philipp Franz von Siebold) في كتابه Nippon: Archiv zur Beschreibung von Japan (1832–54).
وعلى الخرائط الروسية، يطلق على القسم الأضيق والقصير في الممر (إلى الجنوب من مصب نهر آمور (Amur)) اسم مضيق نيفيلسكوي (Nevelskoy)، على اسم الأدميرال جينادي نيفيلسكوي (Gennady Nevelskoy)، الذي استكشف المنطقة في عام 1848، أما الكيان المائي الموجود إلى الشمال من ذلك، والذي يتدفق فيه نهر آمور (Amur) أطلق عليه اسم آمور ليمان (Amur Liman)، مع الاحتفاظ باسم «مضيق تارتاري» للجزء المائي الأكبر، إلى الجنوب من مضيق نيفيلسكوي.
لقد كان مضيق تارتار بمثابة اللغز للمستكشفين الأوروبيين حيث إنه، عندما يتم الاقتراب منه من ناحية الجنوب، يصبح ضحلاً بشكل كبير، ويبدو مثل رأس الخليج. وفي عام 1787، قرر لابيروز عدم المخاطرة والتوجه نحو الجنوب رغم أن السكان المحليين أخبره أن ساخالين كانت جزيرة. وفي عام 1797، قرر كذلك ويليام بروتون أن خليج تارتاري ما هو إلا خليج، وتوجه نحو الجنوب. وفي عام 1805، فشل آدم يوهان فون كروسينستيرن (Adam Johann von Krusenstern) في اختراق المضيق من الشمال. ولم يكن الأوروبيون يدركون الكثير عن رحلة ماميا رينزو التي قام بها في عام 1808. وقد عبر جينادي نيفيلسكوي المضيق من الشمال في عام 1848. وقد أبقى الروس على ذلك سرًا واستخدموه من أجل الهجوم على أسطول بريطاني أثناء حرب القرم (Crimean).

### التاريخ الحديث
S-117 كانت غواصة من فئة ششوكا (Shchuka) تنتمي إلى الاتحاد السوفيتي وفقدت يوم أو تقريبًا يوم الخامس عشر من ديسمبر عام 1952، لأسباب غير معروفة في مضيق تارتاري في بحر اليابان. وربما اصطدمت تلك الغواصة بسفينة بحرية أو ربما اصطدمت بلغم. وقد توفي كل البحارة الذين كان عددهم سبعة وأربعين بحارًا في تلك الحادثة.
وقد كان الجزء الشمالي الشرقي من مضيق تارتاري هو مكان لوقوع أكبر عدد للحوادث أثناء الحرب الباردة، ففي الأول من سبتمبر عام 1983، حينما خرجت رحلة الخطوط الجوية الكورية رقم 007، والتي كانت تحمل 269 شخصًا بما في ذلك عضو في الكونجرس الأمريكي هو لاري ماكدونالد (Larry McDonald) في المجال الجوي السوفيتي وتمت مهاجمتها من قبل طائرة سوفيتية من طراز Su-15 إلى الغرب تمامًا من جزيرة ساخالين. وقد سقطت الطائرة على المياه أمام الكتلة الأرضية للمضيق تمامًا، في جزيرة مونيرون (Moneron). وقد تم إجراء عملية بحث بحري مكثفة من قبل الأمريكان من خلال مساعدة من السفن اليابانية والكورية في مساحة 225 ميل مربع (580 كـم2) في المضيق إلى الشمال من جزيرة مونيرون (راجع «البحث عن الطائرة KAL 007 في المياه الدولية» رحلة الخطوط الجوية الكورية رقم 007).

## اقتراح إنشاء جسر عام 1956
في عام 1956، اقترحت الحكومة السوفيتية إنشاء جسر فوق مضيق تارتار لمنع المياه الباردة من التدفق إلى بحر اليابان، مما يؤدي إلى رفع درجة الحرارة في المناطق الموجودة حول بحر اليابان. وقد ادعى الروس أن ذلك الجسر يمكن أن يرفع من درجة حرارة بحر اليابان بمتوسط 35 درجة.

## النقل

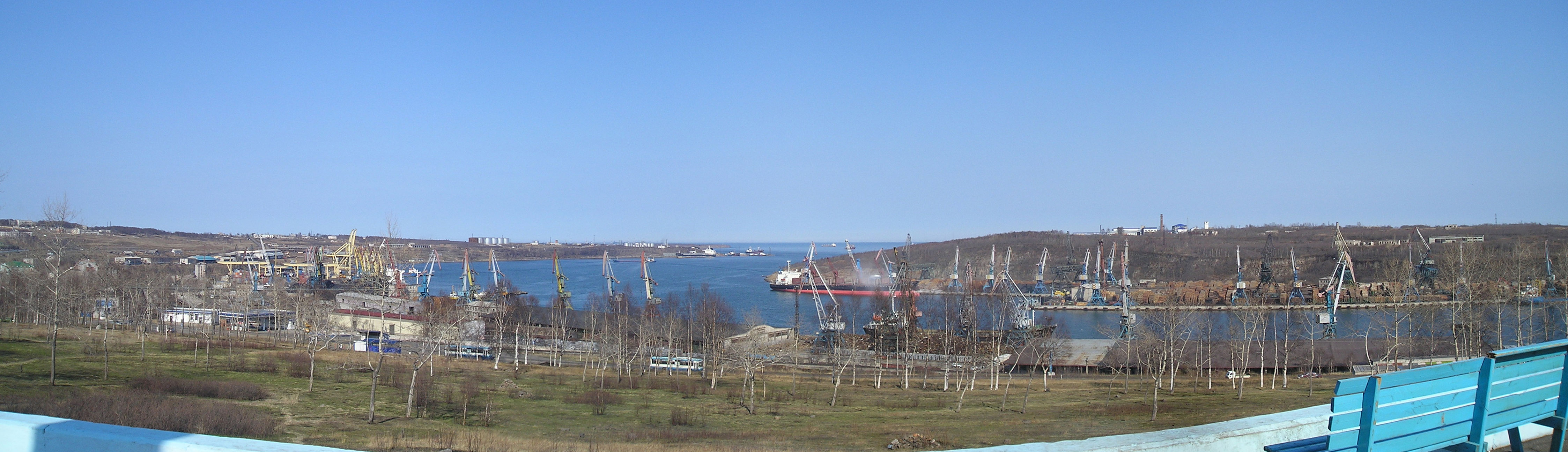
ميناء فانينو (Vanino)، ميناء هام في مضيق تارتاري

منذ عام 1973، هناك عبارة سكك حديدية تعمل عبر المضيق، حيث تربط بين ميناء فانينو، خبراوفيسك كراي على البر وبين خولمسك (Kholmsk) على جزيرة ساخالين.
وعند النظر إلى الخريطة، يمكن أن تعتقد أن مضيق تارتاري يمكن أن يوفر رابطًا مناسبًا للقوارب التي تبحر من بحر اليابان إلى بحر أوخوتسك، على سبيل المثال، من فانينو إلى ماجادان (Magadan). ومع ذلك، وحسب شركة ساخالين للشحن (SASCO) التي تقوم بتشغيل خط الشحن هذا، فإن سفنهم نادرًا ما تمر بذلك الطريق. والمسار المعتاد في فصل الشتاء من فانينو إلى ماجادان كان يمر عبر مضيق تسوجارو (Tsugaru) وحول هوكايدو (Hokkaido)، أما المسار المعتاد في فصل الصيف فيمر عبر مضيق لابيروز وحول ساخالين. وفقط أثناء العودة من ماجادان إلى فانينو وعندما تكون الحمولة خفيفة والطقس جيدًا، يمكن أن تسير السفن عبر الطريق القصير، أي عبر آمور ليمان، ومضيق نيفيلسكوي، ثم مضيق تارتاري، (الذي تطلق عليه شركة ساخالين للشحن، بالمناسبة، اسم «مضيق ساخالين»- ساخالينسكي بروليف (Sakhalinsky Proliv)).
وقد تم البدء في العمل في نفق تحت المضيق من أجل توفير طريق و / أو اتصال عبر السكك الحديدية بين سخالين والبر في فترة حكم جوزيف ستالين (Joseph Stalin)، إلا أنه تم هجره بشكل تام بعد وفاته. وقد ظهرت دعوات متجددة لإنشاء نفق أو جسر من قبل السياسيين في السنوات الأخيرة.

## وصلات خارجية
- (بالروسية)Tatar Strait